# 762
Cette page concerne l'année 762  du calendrier julien.
L'année 762 est une année commune qui commence un vendredi.

## Événements
- Printemps : Pépin le Bref envahit le Berry et met le siège devant Bourges[1].
- 16 mai : après la mort de l'empereur de Chine Suzong, les rebelles reprennent Luoyang, puis en sont chassés définitivement par le roi des Ouïgours en novembre[2].

- 31 juillet : fondation de la ville de Bagdad, appelée Madinat al-Salam ou Ville de la Paix, par le calife Al-Mansur[3]. Les fonctionnaires syriens qui parlaient grec sont remplacés par des Iraniens arabophones. Le vizir Persan Khalid le barmakide exerce le pouvoir au nom du calife. L’empire devient de plus en plus administratif.
- 23 septembre : le descendant d’Ali Muhammad An-Nafs Az-Zakiyya (en) proclame la révolte contre le calife Al-Mansur à Médine. Il envoie son frère Ibrahim soulever Bassora et le Khûzistân en novembre[4].

- 20 novembre : Bögü, troisième kaghan des Ouïgours s'empare de Luoyang, la capitale de l'Empire chinois, et conquiert la Chine, où il est intervenu à l’appel des Tang[5]. Les Ouïgours quittent Luoyang en novembre 763. Le kaghan se convertit au manichéisme[6]. Le sogdien devient la deuxième langue officielle de l’empire.

- 6 décembre : échec de la révolte de Muhammad An-Nafs Az-Zakiyya qui est tué à Médine[7]. Politique de répression contre les Alides.

- Raid Khazar sur la Caspienne. Sac du port de Darband[8].
- Des ambassadeurs de Pépin le Bref et du pape se rendent à Constantinople[9].
- Teletz devient khan de Bulgarie à l'issue d'une guerre civile et rompt la trêve avec Byzance. Fuite de Slaves à Byzance : Constantin V les établit dans le thème de l'Opsikion[10].

## Naissances en 762
- Abu Nuwas al-Hasan Ibn Hani, poète arabe[11].
- Muné Tsenpo, 39e roi du Tibet[11].

## Décès en 762
- 3 mai : Tang Xuanzong[6]
- 16 mai : Suzong[6]

- Æthelberht II, roi du Kent depuis 725[12].
- Isma'il, fils du sixième Iman Ja’far al-Sadiq, qui fut déshérité par son père au profit de son frère Musa al-Kazim et considéré par les Ismaïliens comme le 7e et dernier Iman[13].
- Li Bai (Li Po), poète chinois.